# Basofilo (istologia)

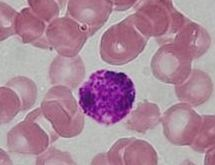
Un granulocita basofilo si colora di viola scuro dopo la colorazione H&E.

Basofilo è un termine tecnico usato dai patologi. Descrive l'aspetto microscopico di cellule e tessuti, come si vede al microscopio, dopo che una sezione istologica è stata colorata con un colorante basico. Il colorante più comune è l'ematossilina.
Basofilo descrive l'aspetto delle strutture viste nelle sezioni istologiche che assorbono i coloranti di base. Le strutture solitamente colorate sono quelle che contengono cariche negative, come la spina dorsale fosfatica del DNA nel nucleo cellulare e nei ribosomi.
I "basofili" sono cellule che "amano" il blu e di solito si presentano di un blu intenso con le tecniche di colorazione standard (H&E). Nello specifico, questo termine si riferisce a:
- granulociti basofili
- basofili dell'ipofisi anteriore

Semplicisticamente, le macchie di pH acido (carica positiva) sono attratte dal tessuto di base del pH (carica negativa), quindi sono chiamate "macchie acidofile". Gli eosinofili (componenti di base che amano gli acidi) sono tinti di rosso dal colorante acido, l'eosina. I "basofili" (acidi simili ai componenti di base) sono tinti di blu dal colorante di base, l'ematossilina.